# Sporathraupis
Sporathraupis is een monotypisch geslacht van zangvogels uit de familie Thraupidae (tangaren):
- Sporathraupis cyanocephala  – Blauwkaptangare